# Minoa sordiata
Minoa sordiata là một loài bướm đêm trong họ Geometridae.